# Lubliniec
Lubliniec este un oraș în Polonia.